# Hoveyzeh (shahrestan)
Hoveyzeh (persiska: شهرستان هويزه, هويزه) är en delprovins (shahrestan) i Iran.   Den ligger i provinsen Khuzestan, i den västra delen av landet, 600 km sydväst om huvudstaden Teheran.
Delprovinsen hade 38 886 invånare 2016.